# Harpactea doblikae
Harpactea doblikae är en spindelart som först beskrevs av Tord Tamerlan Teodor Thorell 1875.  Harpactea doblikae ingår i släktet Harpactea och familjen ringögonspindlar.
Artens utbredningsområde är Ukraina. Inga underarter finns listade i Catalogue of Life.